# Хује
Хује (њем. Huje) општина је у њемачкој савезној држави Шлезвиг-Холштајн. Једно је од 112 општинских средишта округа Штајнбург. Према процјени из 2010. у општини је живјело 261 становника. Посједује регионалну шифру (AGS) 1061045.

## Географски и демографски подаци
Хује се налази у савезној држави Шлезвиг-Холштајн у округу Штајнбург. Општина се налази на надморској висини од 4 метра. Површина општине износи 5,5 km². У самом мјесту је, према процјени из 2010. године, живјело 261 становник. Просјечна густина становништва износи 47 становника/km².